# El Coll de la Barraca
El Coll de la Barraca és un petit poblet, pertanyent al terme municipal de Font-rubí, amb 7 habitants censats l'any 2018. Està situat a uns 700 metres d'altitud, damunt la serra de Font-rubí al límit amb els termes municipals de Torrelles de Foix i de La Llacuna.